# Futbolo Klubas Jonava
El FK Jonava es un club de fútbol con sede en Jonava, Lituania. Actualmente juega en la 1 Lyga, segunda categoría del país.

## Historia
Aunque Jonava había contado con otros equipos desde 1946, el actual FK Jonava fue fundado en 1991 como «Azotas Jonava» y se mantuvo durante más de dos décadas en las categorías inferiores. En 1994 pasó a ser patrocinado por la empresa de fertilizantes Achema, y en 1996 pasó a llamarse «FK Lietava» en referencia a un afluente del río Neris que atraviesa la ciudad.
El equipo ha sido campeón de la Primera Liga hasta en cuatro ocasiones, pero no pudo ascender a la División de Honor por motivos económicos hasta el año 2015. El debut en la máxima categoría tuvo lugar en la temporada 2016, y al año siguiente la entidad fue renombrada «FK Jonava».

## Jugadores

### Plantilla (2023)
Jugadores 2023

## Palmarés
| Competición | Títulos                      | Subcampeonatos |
| ----------- | ---------------------------- | -------------- |
| 1 Lyga (4)  | 1992-93, 1998-99, 2012, 2015 |                |